# 泰勒·戴維斯
泰勒·李-德翁·戴维斯（英語：Tyler Lee-Deon Davis，1997年5月22日—）為美國男子籃球運動員，就讀得克萨斯农工大学三年後，於2018年投入NBA选秀但落選，後與俄克拉何马城雷霆簽下雙向合約，同年12月被俄克拉何马城雷霆裁掉，戴维斯替俄克拉何马城雷霆出賽一場。2020年7月韓國籃球聯賽全州KCC宙斯盾宣布引進戴维斯。戴维斯代表全州KCC宙斯盾出賽44場，場均可挹注14.2分、9.7籃板。2021年3月戴维斯因左膝傷勢返回美國治療，全州KCC宙斯盾引進乔·亚历山大取代戴维斯。2022年7月據報導戴维斯已與全州KCC宙斯盾簽下2022-23賽季合約。2022年9月據報導新婚的戴维斯遲遲不入境韓國，於是全州KCC宙斯盾改簽下朗戴·霍利斯-杰弗森。2024年7月據報導釜山KCC宙斯盾簽下戴維斯。10月15日，釜山KCC宙斯盾總教練表示戴維斯因膝蓋傷勢返回美國，由利昂·威廉斯頂替。

## 外部連結
- 泰勒·戴維斯在fiba.basketball（英语）
- 泰勒·戴維斯在archive.fiba.com（存檔）（英语）
- 泰勒·戴維斯在NBA官網（英语）
- 泰勒·戴維斯在NBA G聯盟官網（英语）
- 泰勒·戴維斯在韓國籃球聯賽官網（英语）
- 泰勒·戴維斯在Basketball-Reference.com（NBA）（英语）
- 泰勒·戴維斯在Basketball-Reference.com（NBA G聯盟）（英语）
- 泰勒·戴維斯在Sports-Reference.com（NCAA）（英语）
- 泰勒·戴維斯在Eurobasket.com（球員）（英语）
- 泰勒·戴維斯在Proballers（英语）
- 泰勒·戴維斯在RealGM（球員）（英语）
- 泰勒·戴維斯在Flashscore（英语）